# Normédica
A Normédica é uma importante feira profissional portuguesa do sector da saúde que decorre de dois em dois anos no Grande Porto, no recinto da Exponor, em Leça da Palmeira, Matosinhos.
A Normédica realizou-se pela primeira vez em 1991, por iniciativa do Dr. Joaquim Sá Couto e do Dr. António Lúcio Baptista que em nome da Associação Aliança para a Saúde apresentaram a proposta de realização de uma feira da saúde à Associação Empresarial de Portugal em 1990. Tem periodicidade bienal, sempre nos anos ímpares. A edição de 2009 teve lugar entre 7 e 10 de Maio e, em conjunto com os certames simultâneos Ajutec, Expodentis e Salão do Bem-Estar, contou com 389 empresas expositoras, distribuídas por 10.435 metros quadrados de área de exposição e foi visitada por 28.285 pessoas.
A próxima edição decorrerá entre 5 e 8 de Maio de 2011.